# ГЕС Walter F George
ГЕС Walter F George — гідроелектростанція на межі штатів Алабама та Джорджія (Сполучені Штати Америки). Знаходячись між ГЕС Норт-Хайлендс (29,6 МВт, вище за течією) та ГЕС Jim Woodruff (43,5 МВт), входить до складу каскаду на річці Чаттахучі, правій твірній Апалачіколи (дренує південне завершення Аппалачів та впадає до лиману Апалачікола на узбережжі Мексиканської затоки).
У межах проекту річку перекрили комбінованою бетонною/земляною греблею висотою 47 метрів та загальною довжиною 4140 метрів (з них бетонна частина трохи більше за чотири сотні метрів). Вона утримує витягнуте по долині Чаттахучі на 137 км водосховище з площею поверхні від 147,2 км2 до 182,8 км2 та об'ємом 1153 млн м3 (корисний об'єм 301 млн м3), в якому припустиме коливання рівня у операційному режимі між позначками 56 та 58 метрів НРМ (під час повені останній показник може досягати 63 метрів НРМ).
Інтегрований у греблю машинний зал обладнали чотирма турбінами типу Каплан потужністю по 34 МВт, які в подальшому модернізували до показника у 42,7 МВт. Вони використовують напір від 11 до 27 метрів (номінальний напір 21 метр).
Видача продукції відбувається по ЛЕП, розрахованій на роботу під напругою 115 кВ.
У складі греблі також наявний судноплавний шлюз із розмірами камери 137х25 метрів.